# Wujie
Wujie (五結鄉S, Wǔjié XiāngP) è un comune di Taiwan, situato nella provincia di Taiwan e nella contea di Yilan.